# 青木りん
青木 りん（あおき りん、1985年2月28日 - ）は、AV女優、ストリッパー。

## 来歴
原宿でスカウトされ、2002年、17歳の時に『東京女事務所』などに出演、その後青木りん名義でグラビアアイドルとしてデビュー。
2004年放送の「水着少女」出演した時は96cmのIカップだったが、2005年末ごろに108cmのKカップ、最大で111cmのLカップになった。

### AVデビュー
着エロ転身当初はあくまでもビデオの内容はセミヌードレベルであったものの、徐々に過激になり、2005年秋頃の作品ではディルドを使った擬似フェラチオ・パイズリ・手コキ・足コキや、股間のマッサージ器責め、AV女優とのレズシーンまで演じるようになった。もはやアダルトビデオとの差は、乳首や陰毛の露出の無さ・AV男優の未登場とされるまでに縮まっていたが、2006年3月末にアダルトビデオメーカー・S1からのAVデビューが報じられた。報道によると、青木は前年秋に出演交渉を受け、デビュー作の撮影もその年の11月に終えたとのことで、出演料は複数本契約で1,300万円とされている。
4月末ごろにはAV第1作の『現役アイドル ギリギリモザイク － Kカップ×ギリギリモザイク』が流通し始めた。この作品は大物のデビュー作として期待を集めたことにより、10万本を売り上げた。グラビアアイドル時代を知る人間はAV女優としての仕事ぶりを褒め称え、また巨乳の女性を好む人間には、またとない逸材として注目された。
2006年、MOODYZ年末大感謝祭2006で『現役アイドル ギリギリモザイク 青木りん』が最優秀作品賞を受賞。最優秀女優賞では麻美ゆま、穂花に次ぐ3位。2007年3月1日、東京スポーツ新聞社主催の第7回ビートたけしのエンターテイメント大賞で主演AV女優賞を受賞した。
2007年4月からはS1を離れ、アウトビジョングループの他メーカーの作品にも出演するようになった。
2009年7月11日新宿ニューアートでストリップデビュー。
2009年11月9日にオープンした『六本木リリス【Lounge Lilith】AVキャバクラ』でキャストとして勤める。

## 作品

### イメージビデオ
2003年
- burst（7月25日、ベガファクトリー）ISBN 4860840852
- blue beans（10月31日、ぶんか社）ISBN 4860462424

2005年
- Explosion（1月20日、イーネットフロンティア）
- EIGHT（3月24日、レイフル）
- Perfect Collection（6月24日、ライブドア）
- りんの密 - Secret of Rin -（8月27日、iDOL-TV、STAFF-TV）
- EIGHT ～VIRTUAL SEX～（10月22日、レイフル）
- EIGHT ～緊縛～（11月22日、レイフル）
- EIGHT ～Lesbian～（12月22日、レイフル） - 共演：菊原まどか

2006年
- 乳魂（3月17日、日本メディアサプライ）

2007年
- 青木りん burst（1月1日、ベガファクトリー）

2009年
- X時間(エクスタシー) 25 青木りん（1月25日、ゴマブックス）

2012年
- 新世界 青木りんのおっぱいは愛（1月23日、アッパス）
- 新世界 青木りん 2（6月23日、アッパス）
- ノーモザイクSEXノ乱（7月23日、UP）共演:かすみりさ、真丘めぐみ、原田明絵、眞木あずさ
- 新世界feat.R18（7月23日、UP）共演:春菜はな、かすみりさ、真丘めぐみ、春日ゆか、原田明絵、眞木あずさ
- ドラスティック チャレンジ vol.2（9月20日、Drastic）
- Be NuDE…（11月23日、STAR ANISE）

### アダルトビデオ
2006年
- 現役アイドル ギリギリモザイク Kカップ×ギリギリモザイク（5月7日、S1）[6]
- Kカップ×ギリギリモザイク 6つのコスチュームでパコパコ!（6月7日、S1）
- Kカップ×ギリギリモザイク 激パイズリ 4（7月7日、S1）
- Kカップ×ギリギリモザイク 妄想的特殊浴場 本指名（8月7日、S1）
- キレイナセックス（8月13日、コンセント）
- Kカップ×ギリギリモザイク 絶頂!イキまくり潮吹きFUCK（9月19日、S1）
- Kカップ×ギリギリモザイク 無限バコバコ 13（10月7日、S1）
- Kカップ×ギリギリモザイク バコバコ乱交 19（11月19日、S1）
- Kカップ×ギリギリモザイク 僕だけのボイン保育園（12月19日、S1）

2007年
- Kカップ×ギリギリモザイク SEX ON THE BEACH～南の島でパコパコ!（1月7日、S1）
- Kカップ×ハイパー×ギリギリモザイク ハイパーギリギリモザイク（2月7日、S1）
- S1ドリームコレクション2周年記念スペシャルVer. スーパーS級アイドル8時間!!!（2月19日、S1）他出演:蒼井そら、あいだゆあ、麻美ゆま、穂花、果梨、小澤マリア ※青木りんデビュー前未公開映像含む
- グラビアアイドル青木りん20連発中出し!（4月25日、ダスッ!）
- 真性ぶっかけ（5月13日、MOODYZ）
- 青木りんはグラビアアイドル兼巨大乳房家畜（6月25日、ダスッ!）
- Kカップ現役グラビアイドル中出しレイプ（7月25日、ダスッ!）
- 夫の目の前で犯されて―巨乳アイドルの秘密（8月7日、アタッカーズ）
- 悶絶アクメ無制限潮吹き（8月25日、ダスッ!）
- グラビアアイドル調教 青木りん 服従調教LIVE SPECIAL!（9月7日、アタッカーズ）
- 真性中出し（10月1日、MOODYZ）
- 強精中出しエロ玩具14（11月1日、MOODYZ）
- くノ一拷問凌辱3 椿姫 極秘輿入ノ章（12月1日、アタッカーズ）共演：綾瀬メグ、早川凛 ※AVグランプリ2008 グランプリステージ エントリー作品

2008年
- 落ちぶれた飲尿メス豚アイドル（1月25日、ダスッ!）
- 強制執行淫刑レズ拷問（2月25日、ダスッ!）
- 黒人輪姦（3月25日、ダスッ!）
- ハイパーギリモザ8時間（8月7日、S1）※総集編
- 108cm kcup OPPAI専属デビュー（8月19日、OPPAI ［おっぱい］）
- 110cm Lcup 108cm Kcup 奇跡のW爆乳（9月19日、OPPAI ［おっぱい］）共演：櫻井ゆうこ
- 一生チンポを挟んでいたい。（10月19日、乱丸）
- 108cmKcup 103cmKcup 103cmJcup 97cmHcup 史上最高の爆乳大乱交（11月22日、OPPAI ［おっぱい］）共演：浅田ちち、秋川ルイ、百瀬涼
- Kカップアイドル青木りん爆乳凌辱ベスト4時間（11月25日、ダスッ!）※総集編
- 尾けられた女（12月7日、アタッカーズ）

2009年
- 108cmKcup パイズリ（1月19日、OPPAI [おっぱい］）
- 青木りんハードプレイ4時間（2月13日、MOODYZ）※総集編
- 108cmKcup 女教師（2月19日、OPPAI [おっぱい］）
- 人妻自己犠牲レイプ 私は自ら犯されにゆく。（3月7日、アタッカーズ）共演:姫咲りりあ
- 108cmKcup ソープ（4月19日、OPPAI [おっぱい］）
- 108cmKcup OL（5月19日、OPPAI [おっぱい］）
- 108cmKcup 99cmIcup W爆乳ドリーム（6月19日、OPPAI [おっぱい］）共演：青山菜々
- 108cmKcup ナース（7月19日、OPPAI [おっぱい］）
- 超爆乳ボディSPECIAL（8月13日、MOODYZ）共演：花井メイサ、あのあるる、小峰ひなた
- 青木りんのファンパイ射祭 りんがみんなの為に一肌脱ぎます（9月19日、OPPAI [おっぱい]）
- 青木りんの肉感BODY（10月19日、ROOKIE）
- マジックミラー号 逆ナンパ in 三浦海岸2009（11月5日、ディープス）共演：石川鈴華、 浜崎りお、星野あかり
- 悶絶爆乳妻の卑猥な日常 ヨガダイエットに励むムッチムチな奥さん、りんの場合（11月7日、Fitch）
- 人妻中出し哀願 ［其ノ十三］（11月13日、青空ソフト）
- スキだらけのボインにイタズラ三昧（11月13日、MOODYZ）
- 挟み射ち（11月15日、ワープエンタテインメント）
- 巨乳借金妻 ～旦那の前で肉欲返済～（11月20日、STAR PARADISE）
- Boin「青木りん」Box（12月1日、ABC/妄想族）
- こちらマドンナ独身寮・ただいま満室 ～気立てが良い爆乳寮母・りんの孤軍奮闘編～（12月7日、マドンナ）
- 超爆乳極嬢GIRLS（12月19日、イエロー）共演:高瀬ひとみ、花木あのん、水城奈緒
- 超爆乳アイドル青木りんのOPPAI BEST 8時間（12月19日、OPPAI [おっぱい]）※総集編

2010年
- CFNM◆働くお姉さん 2（1月15日、ワープエンタテインメント）他出演:紗奈、妃悠愛、水城奈緒、水野美香、加藤はる希、神崎レオナ、中森玲子、浅倉彩音
- 世界一のチ●ポで白目むくまでガン突きFUCK!!!（1月15日、NON）
- 淫らな爆乳女が欲しがるデカチン男の爆射ザーメン（1月25日、Fitch）
- デカチンいじりW爆乳丁寧淫語 ノーカット120分（2月1日、ヴィ）共演:鈴香音色
- 超爆乳高級ソープランド（2月19日、イエロー）共演:花木あのん、杏堂なつ、愛あいり
- 青木りんのソープしちゃうぞ（3月19日、クリスタル映像）
- 催眠 赤 DX 30 ドキュメント編（4月16日、アウダースジャパン）
- 催眠 赤 DX 30 スーパーmc編（4月16日、アウダースジャパン）
- 催眠 赤 DX 30 スーパーコンプリート編（4月16日、アウダースジャパン）
- エロ下着姿でダイエット中の巨乳義母に中出ししちゃいました! 10（6月18日、なでしこ）
- 小悪魔巨乳癒し責めサロン（9月13日、アロマ企画）他出演:たかなし愛、鈴香音色、小峰ひなた、森永ひよこ、伊沢美春
- 美少女に無理矢理連続手コキで搾り採られちゃった僕。その2（9月25日、アロマ企画）他出演:宝部ゆき、愛音まひろ、椎奈つばめ
- 巨大お尻の綺麗な義母に中出ししたくなりました! 5 青木りん25歳（11月12日、なでしこ）
- 驚乳悦楽09（11月20日、プールクラブ・エンタテインメント）
- 淫乱・淫語・ディルドオナニー（11月25日、アロマ企画）他出演:愛音まひろ、なのかひより、大槻ひびき、瀬名あゆむ
- 日常的アナル・ド・アップ観察 超接写!ひくつき収縮する尻の穴!（12月20日、レイディックス）

2011年
- 若義母のマル秘性教育（4月7日、マドンナ）
- イケナイりん先生のムッチムチ肉感授業（6月1日、Fitch）
- 110cmマグナム爆乳にマン屁中出し（6月1日、胸キュン喫茶）はる名義
- 幻母 超絶巨乳淫母、誘惑中出し交尾（8月1日、VENUS）
- 中出し出来る爆乳ソープ（9月1日、ワンズファクトリー）
- わいせつ団地妻（9月19日、VENUS）
- 近親［無言］相姦 母の圧倒的すぎる肉体言語SEX（11月19日、VENUS）
- Shake Body Ver.22（12月7日、AVS）
- 爆乳OL 肉感満点SEX営業（12月9日、Mellow Moon）
- 爆乳地味子青木りん 究極のムチムチ肉奴隷（12月10日、まぐろ物産）
- マッサージで感じ寝取られた爆乳妻（12月13日、MOODYZ）
- 幻母 禁断母子スワップ 爆乳女系一家の猥褻な儀式（12月19日、VENUS）共演:葉月奈穂、時越芙美江
- 息子の嫁が巨乳過ぎて…（12月25日、マドンナ）

2012年
- 爆乳ハイレグインストラクター汗だくファック（1月1日、ワンズファクトリー）
- 肉欲あふれる爆乳若妻の愛情ご奉仕 〜りんが何でもしてあげるッ!〜 （1月13日、AVS）
- 痴女の壺洗い騎乗位セックス（1月13日、マルクス兄弟）他出演:管野しずか、水沢真樹、小咲みお、牧野かおる
- フェチコス女肉ウォリアー（1月31日、JAMS）
- 爆乳BODY 青木りん バスト108cm Kカップ（2月7日、デジタルアーク）
- 巨乳ソープ淫乱三輪車（2月19日、乱丸）共演:長澤あずさ、有沢りさ
- 爆乳のほろ酔いお姉ちゃんに犯されたい（3月1日、Fitch）
- ムチコス 豊満でムチムチなコスプレイヤー勢揃い（3月16日、まぐろ物産）共演:柚木彩華、青山ローズ、笹木優奈、谷原ゆうき、小宮由梨絵、まいか
- 妻が出産直前! 家事手伝いに来た義理の姉さんと僕（5月7日、マドンナ）
- 町工場で代わる代わる犯され続ける女社長（5月13日、マルクス兄弟）
- 憧れの超人気AV女優『青木りん』を筆おろし風俗『乳輪堂』で発見!（5月18日、チェリーズ）
- 高圧的な妹（6月1日、巨宝/妄想族）
- プレミアムぽちゃ娘 NO.001 青木りん（B110-I・W90・H106）（6月7日、ぽちゃぷり）
- ぽちゃ爆乳がクセになる〜!豊満極上パイズリ娘（6月13日、MARX Brothers）共演:桃彩ぷりん、本真ゆり、小室アリス、来栖はるか、大島あいる
- ツンデレ母さん（6月19日、VENUS）
- 義姉妹レズビアン（6月25日、マドンナ）共演:当真ゆき
- 性器拡張!悶絶ディルドオナニー!（7月13日、MARX Brothers）共演:希内りな、長澤あずさ、立花樹里亜、武井麻希、大隈恵令奈、あずみ恋、相島奈央、桜木莉愛、吉原あいか
- 肉感天使の歌 〜愛憎の爆乳爆尻救世主〜（7月28日、新肉感地帯）
- 規格外デカ乳乱交（8月1日、ZUKKON BAKKON）共演:綾瀬みなみ、大島あいる、初見果梨奈
- ザ・乳占い2 Kカップ108cm（8月24日、乳輪堂）
- 借金が払えない爆乳女をホテルに呼び出し、言いなりのムッチリボディーを徹底的に楽しむ。（8月24日、7）
- ダブル巨躯姫!!生中出しソープ大天国（9月1日、巨宝）共演:折原ゆかり
- ムッチリ総合病院（9月6日、GLORY QUEST）共演:細川まり
- 肉感小悪魔レースクイーン（10月1日、Fitch）
- 丸ごと！青木りん爆乳ベスト8時間（10月7日、マドンナ）※女優ベスト
- ビショ濡れ 透けブラ巨乳女（10月18日、GLORY QUEST）共演:杏美月、綾瀬れん、高月和花、朝桐光
- 幻母 禁断母子スワップ 豊肉解放!爆乳姉妹の青姦乱交!!（11月19日、ヴィーナス）共演:風間ゆみ
- 突然!巨乳美女たちにパイズリでイカされまくった僕…。（11月23日、おかず。）共演:大島あいる、柚ノ木りん、綾瀬みなみ
- 近親相姦 母と息子の肉欲交尾（12月13日、センタービレッジ）
- 青木りんコレクターズエディション4時間（12月13日、MARX）※女優ベスト

2013年
- 癒しの巨乳圧迫騎女エステ（2月19日、ドグマ）
- 義父を愛してしまった人妻（3月8日、ケイ・エム・プロデュース）
- 輪姦性奴隷にされた濡れ乳ペット（3月25日、MARX）
- 海女ちゃん！巨乳素股潜り名人（10月24日、ルビー）
- 寝盗られた人妻（12月13日、なでしこ）

2014年
- 遂に解禁！肉感美アナル処女喪失ファック（2月1日、Fitch）
- りんママとのやらしい生活（3月19日、VENUS）
- 淫語パイズラー（7月19日、ドグマ）
- 完全主観レイプ ～あなたお願い、こっちを見ないで～（7月19日、VENUS）
- 野外凌辱 私、息子の友達の間で、公衆便器と呼ばれてます。（8月28日、タカラ映像）
- 爆乳露出痴女 ～男を喰い尽くす豊満野外遊戯～（10月1日、Fitch）
- 肉嫁の淫靡な日々 堕ちてイク女青木りんと肉欲に誘われる男達（12月19日、まぐろ物産）

2015年
- S級熟女コンプリートファイル 青木りん 4時間 其之弐（1月13日、VENUS）※女優ベスト
- 人妻アナル痴漢（2月7日、マドンナ）
- 爆乳巨根 淫語センズラー（3月19日、ドグマ）
- シロダーラ催眠2穴決壊 イカセ地獄（6月1日、CORE）
- 肉感爆乳グラマラス 青木りん BEST8時間（7月1日、Fitch）※女優ベスト
- 湯けむり近親相姦 母子入浴交尾（11月19日、VENUS）

2016年
- Kカップ爆乳緊縛女肉責め（7月8日、ケイ・エム・プロデュース）

2017年
- はだかの主婦 大田区在住 青木りん (31)（1月1日、プラネットプラス）
- 青木りんの爆乳劇場 Kcup! 108cm（3月1日、プラネットプラス）
- 男達が群がるむっちり肉厚パイパン妻（4月25日、Fitch）
- BOIN GRAMMAR（6月25日、ゲインコーポレーション）
- 帰ってきた素人四畳半生中出し Kカップの超乳 青木りん32歳（8月1日、素人onlyプラム）
- 縄酔い人妻 麻縄の魔力に憑りつかれた私（8月25日、AVS collector’s）
- たわわに揺れる爆乳Kカップ汗だくエクササイズ（9月13日、AVS collector’s）
- 爆乳BOOTLEG Kcup 108cm 開運筆おろし オフィシャル海賊版 No more AVドロボー!（9月13日、チェリーズれぼ/妄想族）

2018年
- 濃厚な密着交尾 昼間から股を広げて絡み合う働く女の日常（8月24日、なでしこ）他出演：妃乃ひかり、雨宮真貴

2019年
- ムチムチでボヨヨーン樽ボディの女と肉弾セックス厳選8人 パンティと生写真付き（1月11日、ケイ・エム・プロデュース）他出演：高城彩、白鳥寿美礼、宮前茜、加山なつこ、高光真子、響りん、九条さやか
- まるっと! 青木りん（11月1日、プラネットプラス）※単体ベスト

### VR
2016年
- 拘束M女に玩具責め（12月30日、KMPVR）
- ボクは赤ちゃん オムツ交換ママフェラ編（12月30日、KMPVR）
- ボクは赤ちゃん 授乳パイズリ編（12月30日、KMPVR）
- ボクは赤ちゃん ママとSEX編（12月30日、KMPVR）
- ローション超肉感SEX（12月30日、KMPVR）

2017年
- オムツ交換でママの温もりフェラ（10月27日、KMPVR）他出演：風間ゆみ、澤村レイコ
- 美人ママの包まれ授乳パイズリ（10月27日、KMPVR）他出演：風間ゆみ、澤村レイコ
- 包まれるような癒しママSEX（10月27日、KMPVR）他出演：風間ゆみ、澤村レイコ
- 絶頂イカセ! 拘束玩具責め（11月3日、KMPVR）他出演：風間ゆみ、澤村レイコ

## 出演

### バラエティ
- 水着少女（2004年、テレビ東京）
- ビートたけしのもう1回だけ見ちゃいけないTV（2009年12月28日、TBS）　*VTR出演

### テレビドラマ
- 殺しの女王蜂 第2話（2013年10月11日、テレビ東京）

### 音楽番組
- うたばん（2006年、TBS）

DJ OZMA「アゲ♂アゲ♂EVERY☆騎士」のバックダンサーの1人として出演。

### インターネット放送
- デラ☆エロパラ(GyaOジョッキー、2009年6月9日放送ゲスト出演)
- 青木りんのりんりんちゃんねる（不定期生放送、USTREAM）

## 書籍

### 写真集
- Rin's I Land（2003年3月、アクアハウス、撮影：山岸伸）ISBN 4860460693
- EAT ME（2005年6月、彩文館出版、撮影：野川イサム）ISBN 4775600818
- パイナポー りんちゃんもう大変（2006年5月、彩文館出版、撮影：野川イサム）ISBN 477560130X
- 増刊 青木りん（2007年5月22日、ジーオーティー）